# Тащук Віктор Корнійович
Ві́ктор Корні́йович Тащу́к — вчений у галузі кардіології, доктор медичних наук (1993), професор (1996), член Нью-Йоркської академії наук. Завідувач кафедри внутрішньої медицини, фізичної реабілітації та спортивної медицини Буковинського державного медичного університету.

## Біографічні відомості
Тащук Віктор Корнійович, 1960 року народження, випускник Чернівецького медичного інституту 1983 року, який пройшов етапи клінічної ординатури, аспірантури і докторантури в інституті кардіології ім. М. Д. Стражеска АМН України, захистив кандидатську дисертацію на тему «Клинико-функциональная диагностика нестабильной стенокардии, оценка эффективности обзидана» в 1988 році і докторську дисертацію на тему «Клинические и морфофункциональные детерминанты рестабилизации течения острых форм ИБС при длительном наблюдении» в 1993 році, пройшов етапи роботи лікаря-кардіолога, лікаря-кардіореаніматора інституту кардіології ім. М. Д. Стражеска АМН України, викладача кафедри пропедевтики внутрішніх хвороб Буковинської медичної академії, звання професора присуджено в 1996 році. Очолює кафедру внутрішньої медицини, фізичної реабілітації та спортивної медицини Буковинського державного медичного університету з моменту її створення у 1994 р.

## Наукова діяльність
Наукові інтереси пов'язані з клініко-функціональними, морфофункціональними, гомеостазіологічними і хронобіологічними дослідженнями в кардіології.
Автор понад 14 патентів та 700 публікацій (з них близько 150 — в англомовних міжнародних форумах), монографій та посібників з кардіології «Медичні та біологічні проблеми невідкладної кардіології», «Основи електрокардіографії», «Гострий коронарний синдром: діагностика, лікування, реабілітація», «Клініко-функціональні методи дослідження серцево-судинної системи», «Електрокардіографія. Основи діагностики», «Кардіоваскулярні ускладнення у хворих на хронічну хворобу нирок», «Пособие по кардиологии для иностранных студентов», «Basics of ECG», «Understanding ECG», «Приклади формулювання терапевтичних діагнозів», «Гострий інфаркт міокарда. Ускладнення», є керівником 24 наукових робіт, з яких захищені 2 докторські та 18 кандидатських дисертацій.
Професор В. К. Тащук є членом Правління Українського товариства кардіологів, членом Робочих груп з гострого коронарного синдрому та аритмій серця Асоціації кардіологів України, очолює Чернівецьку наукову медичну асоціацію кардіологів.
Основні наукові праці
1. Актуальные аспекты применения β-адреноблокаторов у пациентов с хронической сердечной недостаточностью
2. Інфаркт міокарда: оптимізація діагностичних підходів в умовах створення реєстрів малих міст України
3. Амбулаторний етап лікування постінфарктного пацієнта[недоступне посилання з липня 2019]
4. Динаміка показників добового моніторування артеріального тиску та оцінка діастолічної функції лівого шлуночка серця при застосуванні амлодипіну в лікуванні гіпертонічної хвороби
5. Проблема прихильності лікування хворих на артеріальну гіпертензію[недоступне посилання з липня 2019]

## Громадська робота
Ташук В. К. — голова предметно-методичної комісії з дисциплін терапевтичного профілю Буковинського державного медичного університету, член редакційної ради науково-практичного журналу «Буковинський медичний вісник» [Архівовано 16 січня 2013 у Wayback Machine.], член спеціалізованої вченої ради при Івано-Франківському національному медичному університеті.

## Нагороди
Нагороджений медаллю Стражеска «За заслуги в охороні здоров'я» (2000 р), Почесною грамотою Міністерства охорони здоров'я України (2002, 2009 рр), Почесною грамотою Чернівецької обласної державної адміністрації та Чернівецької обласної ради (2003, 2007, 2009, 2010, 2012 рр), є лауреатом премії ім. В.Залозецького (2000 р), з нагоди 60-річчя Буковинської державної медичної академії занесений до книги Пошани академії (2000 р). Указом Президента України № 445 від 16 червня 2009 року присвоєне почесне звання «Заслужений лікар України».